# Parafia św. Wawrzyńca w Dziwiszowie
Parafia św. Wawrzyńca w Dziwiszowie – parafia rzymskokatolicka w dekanacie Jelenia Góra Zachód w diecezji legnickiej.  Jej proboszczem jest ks. mgr Tomasz Tytera. Obsługiwana przez księży archidiecezjalnych. Erygowana w 2007 z podziału parafii Świętych Apostołów Piotra i Pawła w Jeleniej Górze.